# Psilonotenton-Formation
- Humph.-Fm. = Humphriesioolith-Formation
- L.Bk-Fm = Liegende Bankkalk-Formation
- H.Bk-Fm = Hangende Bankkalk-Formation
- Zm-Fm = Zementmergel-Formation
- S.-Fm = Solnhofen-Formation
- Rö.-Fm = Rögling-Formation
- U.-Fm = Usseltal-Formation
- Mö.-Fm = Mörnshein-Formation
- N.-Fm = Neuburg-Formation
- R.-Fm = Rennertshofen-Formation

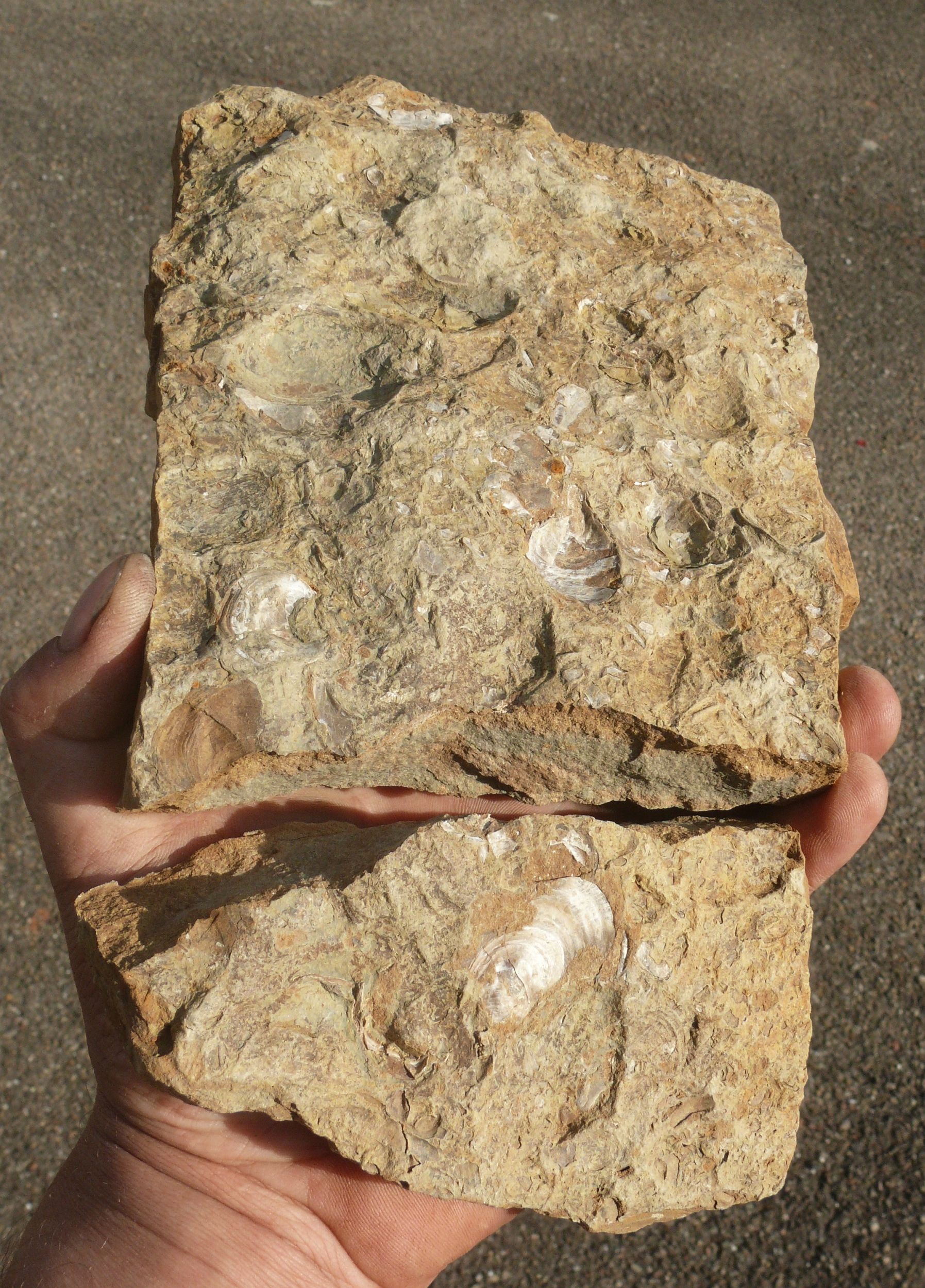
Schill auf der Unterseite eines Kalkbänkchens im Psilonotenton

Die Psilonotenton-Formation ist die basale lithostratigraphische Formation des Süddeutschen Juras. Sie wird vom Oberkeuper unterlagert, und regional unterschiedlich von der Angulatenton-Formation oder Angulatensandstein-Formation überlagert. In Franken verzahnt sie sich mit der Bamberg-Formation. Sie erreicht eine Mächtigkeit bis etwa 12 m und wird in das Unterhettangium datiert.

## Geschichte
Der Begriff Psilonotenton wurde bereits von F. A. Quenstedt 1856–57 benutzt und seiner stratigraphischen Einheit Lias alpha1 gleichgesetzt. Er ist nach dem in der untersten Bank vorkommenden Ammoniten Psiloceras psilonotum benannt. Eine Typlokalität, wie sie eigentlich zur Definition einer lithostratigraphischen Einheit verlangt wird, ist bisher (Stand: 2025) noch nicht festgelegt worden.

## Definition
Die Psilonotenton-Formation besteht überwiegend aus Tonsteinen mit einigen eingelagerten Siltsteinbänken, siltig-sandigen Kalkbänken oder Kalkbänken mit Chamositooiden. Die Mächtigkeit variiert im Gebiet der Schwäbischen Alb zwischen 4 und 10 m. Im Oberrheingebiet kann die Mächtigkeit unter 1 m absinken. Die Basis der Formation wird durch die 30–40 cm mächtige Psilonotenbank gebildet. Es handelt sich um einen Kondensationshorizont, der mehrere Ammoniten-Subzonen umfasst. Zwischen dem unterlagernden Oberkeuper und der Psilonotenton-Formation ist eine Schichtlücke vorhanden. Die Obergrenze wird durch die Unterkante der sog. Oolithenbank gebildet, der basalen Bank der darauf folgenden Angulatenton-Formation bzw. der sich mit dieser Formation verzahnenden Angulatensandstein-Formation.

## Zeitlicher Umfang und Verbreitungsgebiet
Die Sedimente der Psilonotenton-Formation wurden während des Unterhettangiums abgelagert und umfassen die Ammoniten-Zone des Psiloceras planorbis (siehe Planorbis-Zone). Allerdings fehlen die basalen Teile des Hettangiums (bzw. des Juras). Nur in wenigen Profilen wurden bisher Ammoniten des unter der Psiloceras planorbis-Subzone folgenden Neophyllites-Horizonts gefunden. Bisher in keinem Profil des Süddeutschen Juras nachgewiesen sind die Horizonte des Psiloceras erugatum und des Psiloceras tilmanni (sog. Präplanorbis-Schichten, Tilmanni-Zone).
Die Formation ist auf der Schwäbischen Alb weit verbreitet und zieht sich bis zum Oberrheintalgraben, wo sie aber sehr geringmächtig wird. Sie verzahnt sich in Franken mit der Bamberg-Formation. Zwischen Psilonotenton-Formation und den überlagernden Angulatensandstein- und Angulatenton-Formationen ist eine kleine Schichtlücke ausgebildet.

## Untergliederung
Die Psilonotenton-Formation wird in den eigentlichen Psilonotenton und die Psilonotenbank untergliedert. In der Esslingen-Mutlanger-Gegend schaltet sich etwa in der Mitte der Formation ein geringmächtiger Sandstein ein (Esslingen-Mutlangen-Sandstein).

## Fossilführung
Innerhalb der Formation ist nur die Psilonotenbank an der Basis der Formation als fossilreich zu bezeichnen (mit guterhaltenen Ammoniten und seltenen Muscheln).